# 宇都宮絵莉
宇都宮 絵莉（うつのみや えり、1993年（平成5年）4月11日 - ）は、日本の陸上競技選手である。主に七種競技、短距離走、ハードルの選手である。

## 経歴
兵庫県加古川市立平岡南中学校で陸上競技を始める。2015年アジア選手権の七種競技では7位、2017年アジア選手権では5位になった。
2018年アジア競技大会の女子4×400mリレー、4×400mミックスリレー では5位になり、女子400mハードルでは7位になった。